# Jean-Baptiste Coffinhal
Pierre-André Coffinhal-Dubail, známý jako Jean-Baptiste Coffinhal (7. listopadu 1762 ve Vic-sur-Cère - 6. srpna 1794 v Paříži) byl francouzský právník, člen pařížské komuny a člen Revolučního tribunálu. Byl nechvalně známý svými monstrprocesy během období hrůzovlády a zemřel pod gilotinou po pádu Maximiliena Robespierra za Thermidorského převratu.

## Životopis
Coffinhal byl synem právníka. Také dva z jeho starších bratrů studovali práva a stali se právníky: Joseph (1757–1841), který se stal baronem Dunoyerem a státním radním za Napoleona, a Jean-Baptiste (1746–1818).
Coffinhal zpočátku studoval medicínu, ale vzdal se jí a stal se právním asistentem u státního zastupitelství. Byl nadšeným stoupencem Francouzské revoluce, byl členem Jakobínského klubu a v srpnu 1792 se zúčastnil dobytí Tuilerijského paláce. Když byl 10. března 1793 zřízen Revoluční tribunál, stal se jedním z jeho soudců, měl blízko k Robespierrovi a přátelil se s nechvalně známým veřejným žalobcem Antoinem Quentinem Fouquier-Tinvilleem.
Předsedal procesu s Jacquesem-René Hébertem a jeho následovníky (březen 1794) nebo s chemikem Antoinem de Lavoisier (květen 1794). Ve svých procesech projevoval fanatickou horlivost; byl známý tím, že obžalované přerušoval. Falšoval záznamy a zatajoval a falšoval důkazy.
V červnu 1794 se stal jedním ze tří místopředsedů Revolučního tribunálu a předsedal procesu s André Chénierem.
Když byl Robespierre 27. července 1794 (9. thermidoru) svržen, po útoku uprchl a podařilo se mu několik dní se skrývat, ale poté byl zrazen a zatčen. Během svého věznění prý podle spoluvězně Fouquier-Tinvillea neustále proklínal zejména Françoise Hanriota, který nedokázal zabránit Robespierrovu pádu a dokonce ho svým nejistým chováním podporoval. Dne 6. srpna 1794 byl odsouzen k trestu smrti a popraven gilotinou.